# Peshkopi
Peshkopi (en albanais : Peshkopia) est une ville du nord-est de l'Albanie dans le district et la préfecture de Dibër. Elle est située à 41° 41′ 26″ N, 20° 26′ 45″ E. Sa population est de 14 000 habitants (estimation 2004).